# 永田泉
永田 泉（ながたいずみ）は、日本の脳神経外科医。小倉記念病院の病院長。

## 略歴
1975年に京都大学医学部卒業。1991年に小倉記念病院脳神経外科部長、1992年に京都大学医学部脳神経外科講師、1997年に国立循環器病センター脳血管外科部長、2003年に長崎大学医学部脳神経外科教授、2014年から現職（小倉記念病院・病院長）。

## 実績
小倉記念病院は、前院長・延吉正清と反対派の軋轢が生じ、派閥争いも激化、病院の収益力は著しく低下していた。
延吉の退任後、長崎大学の教授だった永田が新院長に着任し、崩壊寸前だった小倉記念病院の再建を成し遂げ、医師だけでなく経営者としての手腕も見せた
。

## 書籍
- パーフェクトマスター 頚動脈狭窄症（メジカルビュー社）ISBN 978-4758315579
- やさしくわかる脳卒中（照林社）ISBN 978-4796524544